# Nathalie Santer-Bjørndalen
Nathalie Santer-Bjørndalen, född 28 mars 1972, är en italiensk skidskytt som från och med säsongen 2006/2007 tävlar för Belgien. 
Santer-Bjørndalen deltog i Olympiska vinterspelen 1992, 1994, 1998, 2002 och 2006. Hon har segrat tre gånger i världscupen, två gånger i Bad Gastein 1993 och en gång i Ruhpolding 2000.
Hon har två systrar som också tävlar i skidskytte respektive längdåkning. Mellan 2006 och 2012 var hon gift med Ole Einar Bjørndalen.